# Немирович-Данченко Гнат Микитович
Гнат Микитович Немирович-Данченко (1685/1693 — 1748), шептаківський сотник (1727—1728, наказовий), син значкового товариша Микити Матвійовича Немировича-Данченка.

## Загальні відомості
Службу розпочав з 1707 р. значковим товаришем. У 1727 р. був наказним сотником шептаківським, значковий хорунжий Стародубського полку (1735.24.01 — 1737).
Мав 2 верхових і 5 возових коней (1735). Брав участь в Очаківському поході.
Другий осавул полковий стародубський (1737.31.10 — 1745 — ?).
Дружина Ганна Василівна Завадовська, донька бунчукового товариша.